# يان كرايغ (لاعب كريكت)
يان كرايغ (12 يونيو 1935 في أستراليا - 16 نوفمبر 2014 في أستراليا) (بالإنجليزية: Ian Craig)‏ هو لاعب كريكت أسترالي. شارك مع منتخب أستراليا الوطني للكريكت. أما مع النوادي، فقد لعب مع فريق جنوب ويلز الجديد للكريكت ‏.

## وصلات خارجية
- يان كرايغ على موقع إي آس بي آن كريك إنفو (الإنجليزية)